# 池田輝郎
池田 輝郎（いけだ てるお、1953年2月18日 - ）は、佐賀県伊万里市出身の民謡・演歌歌手。本名は池田輝男。

## 人物・来歴
初めての音楽との出合いは小学1年生の時にラジオから流れてきた橋幸夫の「潮来笠」。この曲に感動し歌手を目指すようになった。20歳から28歳までは全く歌を歌わないようになった。この背景には全日本歌謡選手権で五木ひろし（当時、三谷謙）が10週勝ち抜いた姿を見て「こんな人には絶対に勝てない。」と思った事が理由。
29歳の時に民謡に出会い、歌を再開。演歌を歌うようになったのは30歳を過ぎてから。地元・九州を基盤にするなか、インディーズ盤を数枚リリース。
2007年、「湯の里しぐれ」でメジャーデビュー（当時54歳）。
2009年、芸名を本名の「池田輝男」から「池田輝郎」に改名。この背景には恩師 水森英夫の知り合いの姓名判断師から「この名前はロクなことがない。」との助言があった。
2011年「大阪ガス たのむよ人間　太陽光発電大ヒット篇」のCMに歌唱出演。画面上では上戸彩との共演の様な演出になっているが、実際は別々に撮影が行われた。
2012年に佐々木新一、鏡五郎と共にユニットアルバム“佐田鏡五一郎　あゝふるさとよ～平成三人衆～”を発売。佐々木新一が三橋美智也、鏡五郎が村田英雄、池田輝郎が春日八郎のカバーに加えオリジナル楽曲も１曲収録されている。

## デビューの経緯
誰もいない温泉旅館の浴場で民謡を大声で歌っていた所、たまたま更衣室にいた水森英夫が池田の歌声に聞き惚れていた事がきっかけ。
これに因んで自身の楽曲は“お湯”をテーマにした作品が幾つも存在する。

## 趣味
ゴルフとボウリングで、ボウリングは2度パーフェクトゲーム達成。

## ディスコグラフィ

### シングル

#### インディーズ
- 1:日本コロムビア、3～8:キングレコードからリリース。

| # | 発売日         | 曲順 | タイトル       | 作詞         | 作曲     | 編曲     | 規格品番     |
| - | -------------- | ---- | -------------- | ------------ | -------- | -------- | ------------ |
| 1 | 1993年         | 01   | 娘・長持唄     | 長内錠司     | 山崎剛昭 | 山崎剛昭 | CQS-11011-CP |
| 2 | 1995年         | 01   | 玄海旅情       | 有浦高城     | 山崎剛昭 | 山崎剛昭 |              |
| 2 | 1995年         | 02   | 玄海町祭り唄   | 有浦高城     | 山崎剛昭 | 山崎剛昭 |              |
| 3 | 1997年         | 01   | 夢しぐれ       | たきのえいじ | 末次正蔵 | 末次正蔵 | CNT3522      |
| 3 | 1997年         | 02   | 男若衆まつり唄 | 末次正蔵     | 末次正蔵 | 末次正蔵 | CNT3522      |
| 4 | 1999年 4月23日 | 01   | ねぶた海峡     | 長内錠司     | 山崎剛昭 | 山崎剛昭 | KIDD-1848    |
| 4 | 1999年 4月23日 | 02   | 愛…ふたたび    | 長内錠司     | 山崎剛昭 | 山崎剛昭 | KIDD-1848    |
| 5 | 2000年         | 01   | 湯の町情話     | 長内譲       | 山崎剛昭 | 山崎剛昭 | CNT3917      |
| 5 | 2000年         | 02   | 唐津恋の夜     | 長内譲       | 山崎剛昭 | 山崎剛昭 | CNT3917      |
| 6 | 2001年         | 01   | 平戸口慕情     | 川原登       | 山崎剛昭 | 山崎剛昭 | CNT3996      |
| 6 | 2001年         | 02   | えびす音頭     | 川原登       | 山崎剛昭 | 山崎剛昭 | CNT3996      |
| 7 | 2002年 1月26日 | 01   | 海峡岬         | 長内譲       | 山崎剛昭 | 鈴木英明 | KIDD-2025    |
| 7 | 2002年 1月26日 | 02   | 蛍川           | 長内譲       | 山崎剛昭 | 鈴木英明 | KIDD-2025    |
| 8 | 2006年 3月25日 | 01   | あゝ江藤新平   |              |          |          | CNT4677      |

#### メジャー
- 全てキングレコードからリリース。

| #  | 発売日          | 曲順 | タイトル         | 作詞         | 作曲     | 編曲       | オリコン 最高順位 | 規格品番                |
| -- | --------------- | ---- | ---------------- | ------------ | -------- | ---------- | ----------------- | ----------------------- |
| １ | 2007年 4月25日  | 01   | 湯の里しぐれ     | 麻こよみ     | 水森英夫 | 前田俊明   |                   | KICM-30080              |
| １ | 2007年 4月25日  | 02   | あした坂         | 仁井谷俊也   | 水森英夫 | 前田俊明   |                   | KICM-30080              |
| 2  | 2009年 3月11日  | 01   | 雨の夜汽車       | 峰崎林二郎   | 水森英夫 | 前田俊明   | 41位              | KICM-30196              |
| 2  | 2009年 3月11日  | 02   | 望郷ひとり酒     | 麻こよみ     | 水森英夫 | 前田俊明   | 41位              | KICM-30196              |
| 3  | 2010年 1月27日  | 01   | 北の夜風         | 麻こよみ     | 水森英夫 | 南郷達也   | 41位              | KICM-30241              |
| 3  | 2010年 1月27日  | 02   | 星に語りて       | 麻こよみ     | 水森英夫 | 南郷達也   | 41位              | KICM-30241              |
| 4  | 2011年 1月1日   | 01   | 湯の町哀歌       | 関口義明     | 水森英夫 | 前田俊明   | 19位              | KICM-30320              |
| 4  | 2011年 1月1日   | 02   | 男の誠           | 関口義明     | 水森英夫 | 前田俊明   | 19位              | KICM-30320              |
| 5  | 2011年 11月9日  | 01   | 人生みなと       | 関口義明     | 水森英夫 | 蔦将包     | 29位              | KICM-30390              |
| 5  | 2011年 11月9日  | 02   | 淡路の女よ       | 森田いづみ   | 水森英夫 | 蔦将包     | 29位              | KICM-30390              |
| 6  | 2012年 9月26日  | 01   | 伊万里の母       | 喜多條忠     | 水森英夫 | 前田俊明   | 41位              | KICM-30462              |
| 6  | 2012年 9月26日  | 02   | くんちのぼせ     | 喜多條忠     | 水森英夫 | 前田俊明   | 41位              | KICM-30462              |
| 7  | 2013年 7月24日  | 01   | 男の意地         | 仁井谷俊也   | 水森英夫 | 丸山雅仁   | 36位              | KICM-30521              |
| 7  | 2013年 7月24日  | 02   | おまえと倖せに   | 仁井谷俊也   | 水森英夫 | 丸山雅仁   | 36位              | KICM-30521              |
| 8  | 2014年 6月25日  | 01   | ネオン舟         | 仁井谷俊也   | 水森英夫 | 伊戸のりお | 24位              | KICM-30599              |
| 8  | 2014年 6月25日  | 02   | 霧島慕情         | 仁井谷俊也   | 水森英夫 | 伊戸のりお | 24位              | KICM-30599              |
| 9  | 2015年 3月11日  | 01   | 港町しぐれ       | 仁井谷俊也   | 水森英夫 | 伊戸のりお | 20位              | KICM-30632              |
| 9  | 2015年 3月11日  | 02   | ひとりにしないで | 仁井谷俊也   | 水森英夫 | 伊戸のりお | 20位              | KICM-30632              |
| 10 | 2015年 6月24日  | 01   | ひとりにしないで | 仁井谷俊也   | 水森英夫 | 伊戸のりお |                   | KICM-30688              |
| 10 | 2015年 6月24日  | 02   | おんなネオン舟   | 仁井谷俊也   | 水森英夫 | 伊戸のりお |                   | KICM-30688              |
| 11 | 2016年 4月20日  | 01   | 両家良縁晴々と   | 坂口照幸     | 水森英夫 | 前田俊明   | 59位              | KICM-30713              |
| 11 | 2016年 4月20日  | 02   | 露地裏・酒の川   | 坂口照幸     | 水森英夫 | 前田俊明   | 59位              | KICM-30713              |
| 12 | 2017年 5月17日  | 01   | 高山本線         | 鈴木紀代     | 水森英夫 | 丸山雅仁   | 41位              | KICM-30794              |
| 12 | 2017年 5月17日  | 02   | 旅の酒           | 鈴木紀代     | 水森英夫 | 丸山雅仁   | 41位              | KICM-30794              |
| 12 | 10月25日        | 02   | 伊万里港         | 塚部芳和     | 水森英夫 | 丸山雅仁   | 41位              | KICM-30825 (ふるさと盤) |
| 13 | 2018年 5月23日  | 01   | 日豊本線         | 鈴木紀代     | 水森英夫 | 伊戸のりお | 72位              | KICM-30862              |
| 13 | 2018年 5月23日  | 02   | ねぶた海峡       | 長内錠司     | 山崎剛昭 | 佐野博美   | 72位              | KICM-30862              |
| 14 | 2019年 4月24日  | 01   | 一世一代         | 坂口照幸     | 水森英夫 | 伊戸のりお | 52位              | KICM-30917              |
| 14 | 2019年 4月24日  | 02   | 瀬戸内ブルース   | のどかけん   | 佐々木立 | 伊戸のりお | 52位              | KICM-30917              |
| 15 | 2020年 3月25日  | 01   | 男の峠           | 坂口照幸     | 水森英夫 | 伊戸のりお | 40位              | KICM-30971              |
| 15 | 2020年 3月25日  | 02   | 紀州の女         | 坂口照幸     | 水森英夫 | 伊戸のりお | 40位              | KICM-30971              |
| 16 | 2021年 6月23日  | 01   | しぐれの酒場     | 坂口照幸     | 水森英夫 | 竹内弘一   | 35位              | KICM-31026              |
| 16 | 2021年 6月23日  | 02   | 夢恋酒           | 坂口照幸     | 水森英夫 | 竹内弘一   | 35位              | KICM-31026              |
| 17 | 2022年 6月22日  | 01   | 湯の花みれん     | 日野浦かなで | 水森英夫 | 南郷達也   | 59位              | KICM-31072              |
| 17 | 2022年 6月22日  | 02   | 淡路の女よ       | 日野浦かなで | 水森英夫 | 蔦将包     | 59位              | KICM-31072              |
| 18 | 2023年 10月25日 | 01   | 名残り花         | 万城たかし   | 水森英夫 | 南郷達也   |                   | KICM-31114              |
| 18 | 2023年 10月25日 | 02   | コッキーサンバ   | 杉紀彦       | 水森英夫 | 桜庭伸幸   |                   | KICM-31114              |

### デュエットシングル
| 発売日        | デュエット | 曲順 | タイトル | 作詞     | 作曲     | 編曲     | 規格品番   |
| ------------- | ---------- | ---- | -------- | -------- | -------- | -------- | ---------- |
| 2011年 1月1日 | 夏木ゆたか | 01   | なじみ酒 | 石原信一 | 水森英夫 | 石倉重信 | KICM-30319 |

### アルバム
1. 湯の里しぐれ～池田輝男ひとり旅～（2008年11月5日、2021年8月4日）
2. 男の夜風～池田輝郎ひとり旅II～（2010年6月23日）
3. 池田輝郎ベスト（2011年10月5日）
4. 池田輝郎全曲集2014（2013年10月9日）
5. 池田輝郎全曲集2015（2014年10月8日）
6. 歌カラ全曲集 ベスト8 池田輝郎（2014年11月5日）
7. わが心の九州～九州民謡特撰集～（2014年11月26日）
8. 池田輝郎全曲集2016（2015年10月7日）
9. 池田輝郎全曲集2017（2016年10月5日）
10. 池田輝郎全曲集2018（2017年10月11日）
11. 全曲集2019 池田輝郎（2018年10月10日）
12. 全曲集2020 池田輝郎（2019年10月9日）
13. 全曲集2021 池田輝郎（2020年10月7日）
14. 全曲集2022 池田輝郎（2021年10月6日）
15. 池田輝郎全曲集〜湯の花みれん〜（2022年10月5日）

### ユニットシングル
1. 佐田鏡五一郎　あゝふるさとよ（2013年3月13日）

### ユニットアルバム
1. 佐田鏡五一郎　あゝふるさとよ～平成三人衆～（2011年11月21日）

## レギュラー番組
- 九州朝日放送ラジオ「ノンストップ歌謡曲」（2011年4月 -2013年3月）
- 九州朝日放送ラジオ「今昔歌暦（艶歌にっぽん 内）」（2013年4月 -）